# Emely de Heus
Emely de Heus (Mijnsheerenland, 10 februari 2003) is een Nederlands autocoureur.

## Carrière
De Heus maakte haar autosportdebuut in het karting in 2015, toen zij deelnam aan de TaG Cadet-klasse van de SKUSA SuperNationals XIX, waarin zij op plaats 48 eindigde. In 2019 nam zij deel aan de Rotax Max Senior-klasse van de BNL Karting Series. Dat jaar kwam zij tevens uit in de Senior Max-klasse van de Rotax Max Challenge Euro Trophy, waarin zij met 4 punten op plaats 27 eindigde. In 2020 reed zij in dezelfde klasse van de Rotax Max Challenge International Trophy en eindigde met 45 punten op plaats 23 in het klassement.
In 2021 stapte De Heus over naar het formuleracing, waarin zij in het Spaanse Formule 4-kampioenschap uitkwam voor het team MP Motorsport. Ze behaalde geen punten in deze klasse en behaalde haar beste resultaat met een veertiende plaats op het Circuit Ricardo Tormo Valencia, waardoor zij op plaats 29 in de rangschikking eindigde. Daarentegen won zij in dat kampioenschap wel de Female Trophy, waar alle vrouwelijke deelnemers aan de klasse voor in aanmerking kwamen.
In 2022 werd De Heus, samen met veertien andere potentiële deelnemers, uitgenodigd voor een test van de W Series in Arizona. Later werd zij uitgekozen voor een tweede test op het Circuit de Barcelona-Catalunya, voordat zij door de organisatie werd geselecteerd om aan het volledige W Series-seizoen deel te nemen. Zij behaalde een kampioenschapspunt in de seizoensopener op het Miami International Autodrome en werd zodoende zeventiende in het klassement.
In 2023 begon De Heus het jaar in het Formule 4-kampioenschap van de Verenigde Arabische Emiraten, waarin zij terugkeerde naar MP Motorsport. Ze reed enkel in de eerste drie raceweekenden, waarin een 21e plaats op het Kuwait Motor Town haar beste resultaat was. Vervolgens stapte zij over naar de F1 Academy, een nieuwe klasse voor vrouwen die door de Formule 1 wordt georganiseerd, waarin zij eveneens voor MP reed. Zij won een race op Barcelona en stond later in het seizoen op het Circuit Zandvoort nog een keer op het podium. Met 87 punten werd zij negende in de eindstand.
In 2024 bleef De Heus actief in de F1 Academy bij MP. Een vierde plaats op het Yas Marina Circuit was haar beste race-uitslag. Met 29 punten werd zij elfde in het kampioenschap. Tevens reed zij ook in vier raceweekenden van de Eurocup-3 bij het GRS Team, waar een dertiende positie op de Red Bull Ring haar beste resultaat was.